# Menucourt
Menucourt é uma comuna francesa na região administrativa da Ilha de França, no departamento do Vale do Oise. Estende-se por uma área de 3.68 km². Em 2010 a comuna tinha 5 804 habitantes (densidade: 1 577,2 hab./km²).